# Belagerung von Perpignan (1642)

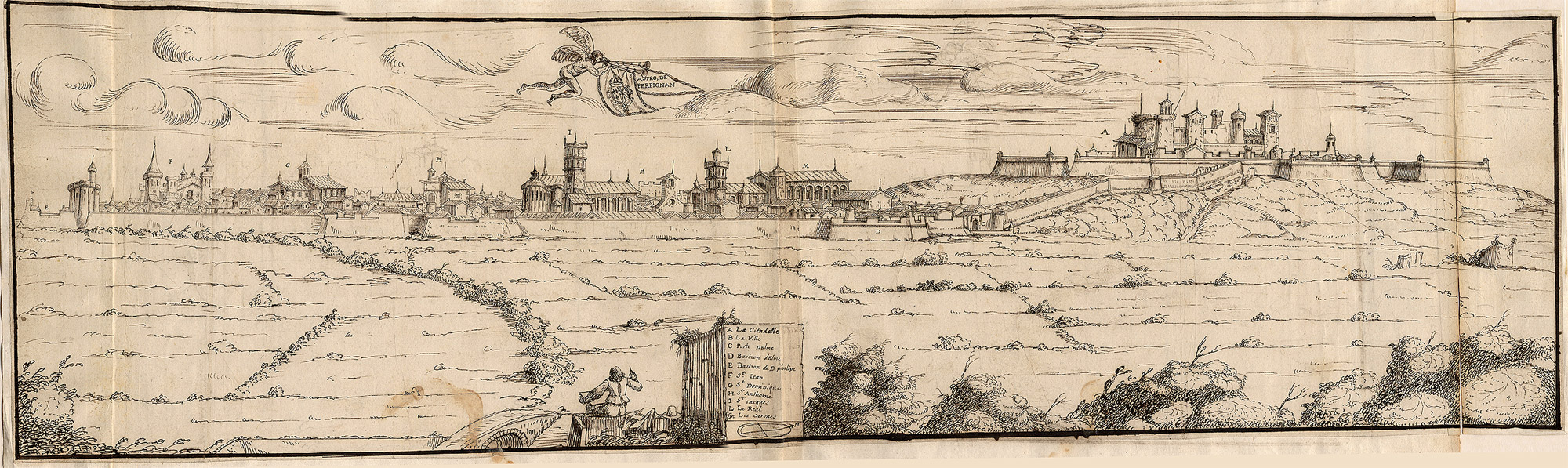
Ansicht von Perpignan, Anonym, 1742

Die Belagerung von Perpignan ist eine der Episoden des Aufstands der Schnitter, der vom 4. November 1641 bis zum 9. September 1642 stattfand und mit einem französischen Sieg endete.

## Vorgeschichte
Kurz nach der Revolte, die sich im Corpus de Sang (7. Juni 1640) niederschlug, besetzte die Armee von Philipp IV. von Spanien Tortosa und  Tarragona. Angesichts des alarmierenden Vorrückens der kastilischen Armee rief Pau Claris an der Spitze der Generalitat de Catalunya am 17. Januar 1641 die Republik Katalonien aus und unterzeichnete ein politisches und militärisches Bündnis mit Frankreich, das Katalonien unter die Souveränität Ludwigs XIII. stellte. Wenige Tage später errang die Generalitat mit Hilfe der französischen Armee in der Schlacht von Montjuïc am 26. Januar 1641 einen wichtigen militärischen Sieg, der die kastilischen Truppen zwang, sich nach Tarragona zurückzuziehen.
Am 4. Mai 1641 erschien das französische Geschwader unter Henri d’Escoubleau de Sourdis vor Tarragona und begann zusammen mit den Landtruppen unter Philippe de La Mothe-Houdancourt die Blockade der Stadt. In den Monaten Mai und Juni kämpften die Truppen rund um Tarragona gegeneinander; die Festung Salou fiel am 9. Mai und Constantí am 13. Mai in die Hände der Franzosen. Nachdem die Spanier zwischen dem 30. Juni und dem 4. Juli 1641 in der Ersten Schlacht von Tarragona geschlagen worden waren, stellten sie ein neues Geschwader unter dem Kommando von García Álvarez de Toledo y Mendoza zusammen, dem es gelang, der Stadt Proviant zu liefern und das französische Geschwader in Richtung Roussillon zu vertreiben.
Eine kastilische Kolonne von 4500 Mann brach am 23. März 1642 von Tarragona aus auf, um das Roussillon, das im Norden isoliert geblieben war, zu retten, wurde aber Ende April auf halbem Weg bei Collioure geschlagen. Im Mai zogen die Spanier die Tercios ab, die mit einem Geschwader von 78 Schiffen in Roses waren 1. Und nach der Seegefecht bei Barcelona war die spanische Flotte ab dem 3. Juli nicht mehr in der Lage, Perpignan zu erreichen, was dessen Untergang beschleunigte.

## Die französische Armee
Die französische Armee war insgesamt 19 Kompanien der französischen Garde, 6 Kompanien der Schweizer Garde, 310 Infanteriekompanien, 10 königliche Kompanien und 44 Kavalleriekompanien stark.
- Infanterieregimenter: Régiment des Gardes françaises (mit 19 Kompanien vor Ort), Gardes Suisses (mit 6 Kompanien vor Ort), Régiment Royal, Régiment de Montozier, Régiment de Covisson (oder Couisson), Régiment de Champagne, Régiment d’Essiat, Régiment de Béarn, Espenan, Enghien, Conti, Polignac, Languedoc, La Douze, Saint Aunetz, Le Ferron, Roquelaure, Noailles, Espenan, La Couronne, Cinq Mars, Vandy, Mazarin (italienisch) und die königlichen Kompanien (mit 10 vor Ort). Es gab auch die Kompanie der Hundertschweizer der Leibwache des Königs
- Kavallerieregimenter: Enghien, Meilleraye, Brissac, La Chapelle, Seran (oder Leran), Cavaliers légers de la garde, Cavaliers légers du Cardinal (Richelieu), Gendarmes' du Roi, Chevau-léger de la garde du roi und 1300 Gentilshommes, Kompanie der Gendarmes du Comte de Carces.
- Musketiere des Königs und des Kardinals

Während der Belagerung wurde das Régiment de Cinq Mars nach Katalonien geschickt und durch das Regiment Degli-Oggli (italienisch) ersetzt, das aus neun Kompanien zu je 200 Mann gebildet wurde, um bei der Belagerung zu dienen.

## Die Belagerung
Die Truppen von Ludwig XIII. belagerten ab dem 4. November 1641 Perpignan. Der König selbst war während des Beginns der Belagerung anwesend, verließ die Region jedoch vor der Eroberung der Stadt. Der Gouverneur, Pedro Diego de Zúñiga y de la Cueva, Marquis de Flores Dávila, schlug die Kapitulation der Stadt vor, die am 9. September 1642 aufgrund der Hungersnot und der hohen Anzahl an Toten erfolgte, als nur noch 500 Menschen lebten. Hätte die Stadt zu Beginn des Jahres mit Lebensmitteln versorgt werden können, wäre der Widerstand der Belagerung nicht gebrochen worden. Die Stadt wurde anschließend von französischen Truppen besetzt, die von den aufständischen Katalanen unterstützt wurden.

## Nachwirkungen
In der Stadt erbeutet die französische Armee das größte Arsenal der spanischen Armee: hundert Kanonen und 20.000 Gewehre. Der Druck auf Salses, das im Roussillon völlig isoliert war, zwang seinen Gouverneur, sich ebenfalls zu ergeben.
Die Einnahme von Perpignan, aus dem die katalanischen Streitkräfte später vertrieben werden, bildete den Auftakt zur Eingliederung Nordkataloniens in das Königreich Frankreich.
Deshalb achteten die Franzosen darauf, immer eine sehr große Garnison in der Stadt zu halten, vor allem im Vergleich zu einer Stadt, die wegen der durch die Belagerung verursachten Krankheiten und des Hungers praktisch menschenleer ist.
Das Régiment de Champagne und vier Kompanien der Garde Suisses blieben bis 1644 in Perpignan in Garnison. In diesem Jahr wurden sie durch das neu gegründete Régiment Vaisseaux-Mazarin und das Régiment du Breuil ersetzt. Letzteres wurde 1648 mit Vaisseaux-Mazarin zusammengelegt. Nach Juni 1650 wurde es Régiment de Vaisseaux-Candale genannt. 1652 gliederte Louis Charles de Nogaret de Foix, Herzog von Candale, die Überreste eines Regiments mit seinem Namen ein, das 1649 rekrutiert worden war. Vaisseaux-Mazarin blieb die Garnison bis 1654, als es nach Katalonien verlegt wurde, um dort bis 1659 an Operationen teilzunehmen. Im Mai 1657 und während des restlichen Jahres diente Perpignan als Garnison für die 3.000 Mann des Régiment Catalan-Mazarin.